# Ulrich Warnke
Ulrich Warnke (* 1945 in Haßlau) ist ein deutscher Biologe.

## Leben
Warnke studierte Biologie, Physik, Geographie sowie Pädagogik und schloss 1971 mit dem Staatsexamen ab. Er wurde 1973 mit einer Arbeit des Titels Physikalisch-physiologische Grundlagen zur luftelektrisch bedingten „Wetterfühligkeit“ der Honigbiene (Apis mellifera) an der Universität des Saarlands promoviert. Von 1978 bis 2010 war Warnke Akademischer Oberrat an der Universität des Saarlandes und befindet sich seither im Ruhestand.
In seiner Dozententätigkeit beschäftige er sich u. a. den Gebieten Biomedizin, Umweltmedizin und Biophysik. Seit 1989 war er Leiter der Abteilung Biomedizin-Technik an der Universität des Saarlands und Gründungsmitglied der Gesellschaft für Technische Biologie und Bionik e. V. an der Universität des Saarlandes.
Einer seiner Forschungsschwerpunkte war die Wirkung elektromagnetischer Schwingungen und Felder einschließlich des Lichts auf Organismen. In seinen Büchern, deren vergriffenen Erstausgaben mehrfach neu aufgelegt wurden, versucht er, quantenphysikalische Versuche und Ergebnisse mit spirituellen Erfahrungen zu korrelieren.
Seine Darstellungen zur Quantenmechanik weisen zahlreiche Fehler auf und stehen nicht auf dem Boden der etablierten Wissenschaft:S. 177f und wird als Pseudowissenschaft angesehen. Auch Teile der Arbeiten zur biologischen Wirkung elektromagnetischer Strahlung gelten als fragwürdig.:S. 209f

## Veröffentlichungen (Auswahl)
- Quantenphilosophie und Spiritualität Scorpio, 2011 und Goldmann, 2017.
- Der archaische Zivilisationsmensch 4: Die geheime Macht der Psyche Popular Academic Verlagsgesellschaft.
- Quantenphilosophie und Interwelt Scorpio, 2013 und Goldmann 2020.
- Der archaische Zivilisationsmensch 3: Gehirn-Magie Popular Academic Verlagsgesellschaft, 1996.
- Die Urquelle der Glückseligkeit Arkana, 2021.
- Die Öffnung des 3. Auges Scorpio 2017 und Goldmann 2019.
- Der archaische Zivilisationsmensch 1: Risiko Wohlstandsleiden Popular Academic Verlagsgesellschaft, 1993.
- Der archaische Zivilisationsmensch 2: Der Mensch und die 3. Kraft Popular Academic Verlagsgesellschaft, 1994.
- Bionische Regeneration Arcana 2017.